# Temporada de tufões no Pacífico de 2020
A temporada de tufões no Pacífico de 2020 foi a primeira com atividade de ciclones tropicais abaixo da média desde 2001, com 23 tempestades nomeadas, 10 das quais se tornaram tufões e apenas 2 se tornaram supertufões. Essa baixa atividade foi consequência do La Niña que persistiu desde o verão do ano. Teve a quinta largada mais recente na bacia já registrada, um pouco atrás de 1973, e foi a primeira a largar tão tarde desde 2016. A primeira metade da temporada foi excepcionalmente inativa, com apenas quatro sistemas, duas tempestades nomeadas e um tufão no final de julho. Além disso, o JTWC não registrou desenvolvimento de ciclones tropicais no mês de julho, a primeira ocorrência desse tipo desde o início dos registros confiáveis. O primeiro ciclone tropical nomeado da temporada, Vongfong, se desenvolveu em 8 de maio, enquanto o último ciclone tropical nomeado da temporada, Krovanh, se dissipou em 24 de dezembro. No entanto, o último sistema da temporada foi uma depressão tropical sem nome que se dissipou em 29 de dezembro.
A primeira tempestade nomeada da temporada, Vongfong (Ambo), desenvolveu-se a leste de Mindanau e rapidamente se intensificou para se tornar um tufão de categoria 3 em intensidade máxima, passando por um ciclo de substituição da parede do olho e atingiu a ilha Samar, causando US $ 50 milhões de danos às Filipinas, durante a pandemia COVID-19. Em agosto, o tufão Hagupit e a tempestade tropical severa Mekkhala atingiram o leste da China, enquanto os tufões Bavi, Maysak e Haishen atingiram a península coreana em apenas duas semanas, com Haishen se tornando o mais forte da temporada. Em outubro, uma série de distúrbios tropicais e ciclones atingiram o centro do Vietnã, causando graves inundações e matando mais de 270 pessoas. Em seguida, atingiu o Camboja, causando inundações mais severas e afetando dezenas de milhares de casas e mais de 180 000 hectares de fazendas. 44 mortes foram confirmadas naquela nação.  Mais tarde naquele mês, o Typhoon Saudel foi formado, atingindo as Filipinas. No final de outubro, o tufão Goni se tornou o tufão mais forte da temporada, ultrapassando Haishen, e o ciclone tropical mais forte do mundo já registrado em 2020. Isso, no entanto, foi mais tarde superado pelo ciclone Yasa.
O escopo deste artigo é limitado ao Oceano Pacífico ao norte do equador entre 100 ° E e 180º meridiano. No noroeste do Oceano Pacífico, existem duas agências quem de forma separada atribuem nomes aos ciclones tropicais dos quais resultam num ciclone com dois nomes. A Agência Meteorológica do Japão nomeia um ciclone tropical no que basear-se-iam na velocidade de ventos sustentados em 10 minutos de ao menos 65 km/h, em qualquer área da bacia. Enquanto o Serviço de Administração Atmosférica, Geofísica e Astronómica das Filipinas (PAGASA) atribui nomes aos ciclones tropicais os quais se movem dentro ou forma de uma depressão tropical no área de responsabilidade localizados entre 135° E e 115° E e também entre 5°-25° N, se o ciclone tenha tido um nome alocado pela Agência Meteorológica do Japão. As depressões tropicais, que são monitoradas pelo Centro Conjunto de Avisos de Tufão dos Estados Unidos, são numerados lhes agregando o sufixo "W".

## Previsões da temporada
| Previsões TSR Data    | Tempestade tropical | Total Tufões       | Intensp CTs           | ACE                     | Ref.  |
| --------------------- | ------------------- | ------------------ | --------------------- | ----------------------- | ----- |
| Média (1965–2019)     | 26                  | 16                 | 9                     | 294                     | [ 2 ] |
| 21 de maio de 2020    | 26                  | 15                 | 8                     | 258                     | [ 2 ] |
| 9 de julho de 2020    | 26                  | 14                 | 7                     | 216                     | [ 3 ] |
| 6 de agosto de 2020   | 21                  | 13                 | 5                     | 157                     | [ 4 ] |
| Outras previsões Data | Previsão Centro     | Período            | Período               | Sistemas                | Ref.  |
| 22 de janeiro de 2020 | PAGASA              | Janeiro–Março      | Janeiro–Março         | 0–4 ciclones tropicais  | [ 5 ] |
| 22 de janeiro de 2020 | PAGASA              | Abril–Junho        | Abril–Junho           | 2–5 ciclones tropicais  | [ 5 ] |
| 24 de junho de 2020   | PAGASA              | Julho–Setembro     | Julho–Setembro        | 6–10 ciclones tropicais | [ 6 ] |
| 24 de junho de 2020   | PAGASA              | Outubro–Dezembro   | Outubro–Dezembro      | 4–7 ciclones tropicais  | [ 6 ] |
| Temporada de 2020     | Previsão Centro     | Ciclones tropicais | Tempestades tropicais | Tufões                  | Ref.  |
| Atividade atual:      | JMA                 | 32                 | 23                    | 10                      |       |
| Atividade atual:      | JTWC                | 26                 | 23                    | 12                      |       |
| Atividade atual:      | PAGASA              | 22                 | 15                    | 7                       |       |

Durante o ano, vários serviços meteorológicos nacionais e agências científicas prevêem quantos ciclones tropicais, tempestades tropicais e tufões formar-se-ão durante uma temporada e/ou quantos ciclones tropicais vão afetar a um país em particular. Estas agências incluíram o Consórcio de Risco de Tempestade Tropical (TSR) da University College London, PAGASA e o Escritório Central do Clima de Taiwan. A primeira previsão para o ano foi publicado pela Administração de Serviços Atmosféricos, Geofísicos e Astronômicos das Filipinas (PAGASA) a 22 de janeiro, previndo o primeiro semestre de 2020, dentro da sua perspectiva climática estacional mensal. A Administração de Serviços Atmosféricos, Geofísicos e Astronômicos das Filipinas (PAGASA) prediz que só se esperam 0-4 ciclones tropicais para formar ou ingressar na Área de Responsabilidade das Filipinas entre janeiro e março, enquanto se espera que se formem de cinco a oito ciclones tropicais entre abril e junho. Isto se deveu ao facto de que La Nina-Oscilação do Sul (ENSO) estava a ver condições neutras em todo o Pacífico e podia persistir até meados do ano. Em 21 de maio, o TSR divulgou sua previsão de alcance estendido para 2020, prevendo atividade tropical abaixo da média normal, com 26 tempestades tropicais, 15 tufões e 8 tufões intensos.  Esses números foram apoiados pelos valores atuais do Dipolo do Oceano Índico, o índice de energia do ciclone acumulado e as temperaturas da superfície do mar na região Niño 3,75, levando a uma velocidade de vento comercial mais forte do que o normal em grande parte do Pacífico Ocidental.
Em 24 de junho, o PAGASA divulgou uma previsão do clima, prevendo o número de ciclones tropicais para a segunda metade da temporada. Eles previram que 6–10 ciclones tropicais deverão se formar entre os meses de julho e setembro, enquanto 4–7 ciclones tropicais deverão se formar entre os meses de outubro e dezembro.  Em 9 de julho, o TSR divulgou sua previsão para a temporada, prevendo uma temporada bem abaixo da média com 26 tempestades nomeadas, 14 tufões e apenas 7 tufões intensos.  Em 6 de agosto, o TSR divulgou sua terceira e última previsão para a temporada, reduzindo seus números para 21 tempestades nomeadas, 13 tufões e 5 tufões intensos.  Eles mencionaram que a temporada de 2020 deve ser uma das "temporadas de tufões menos ativas já registradas", com um índice ACE previsto de quase metade do normal e 96% de probabilidade de ser uma temporada abaixo da média.

## Resumo da temporada

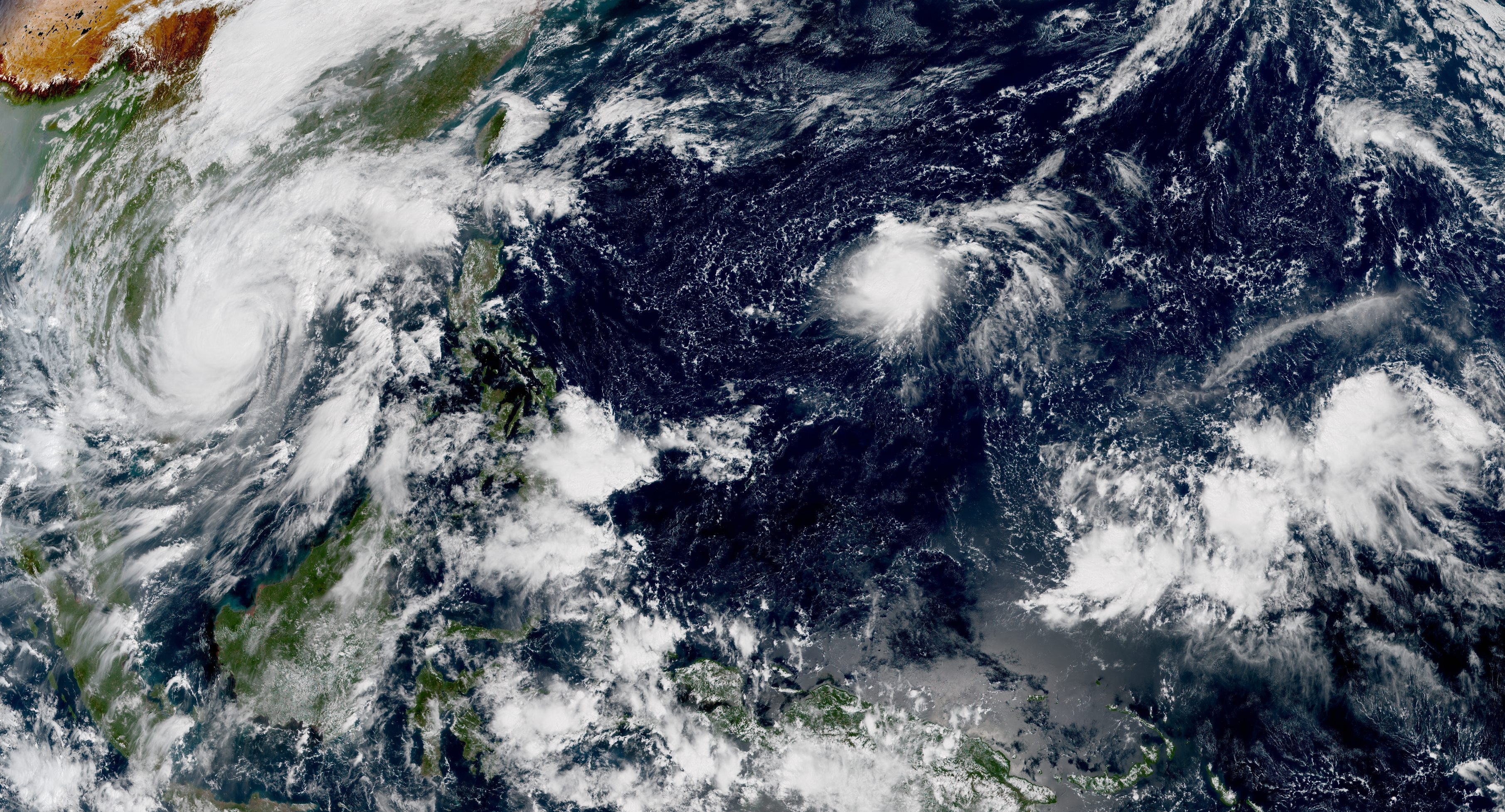
Três ciclones tropicais presentes no oeste do Oceano Pacífico simultaneamente em 28 de outubro. Da esquerda para a direita: Molave, Goni, e uma área de baixa pressão que mais tarde se tornou Atsani (no canto inferior direito).

Os primeiros meses de 2020 foram sem atividade, sem sistemas tropicais se desenvolvendo de janeiro a abril. Em 8 de maio, a temporada viu seu primeiro sistema tropical com o desenvolvimento da depressão tropical 01W (Ambo), tornando-se a sexta temporada inicial mais recente registrada, bem como a mais recente desde 2016. 2 dias depois, o sistema se fortaleceu com a primeira tempestade tropical oficialmente nomeada da temporada, Vongfong. A tempestade tropical Vongfong então se intensificou imediatamente em um tufão significativo e atingiu a parte central das Filipinas em 14 de maio, atingindo primeiro San Policarpo, Samar Oriental, cruzando mais 4 ilhas e atingindo Luzon continental.
Depois de Vongfong, um mês de inatividade se seguiu e, em 10 de junho, uma nova depressão tropical se formou na costa de Samar, nas Filipinas, e foi batizada de Butchoy pelo PAGASA um dia depois. Butchoy atingiu a costa das Filipinas quando o JTWC emitiu um TCFA para ele. Assim que saiu da massa de terra das Filipinas, Butchoy foi atualizado para uma depressão tropical pelo JTWC e todos os avisos emitidos pelo PAGASA foram reduzidos, e Butchoy ainda se intensificou em uma tempestade tropical no Mar das Filipinas Ocidental e foi nomeado Nuri pela Agência Meteorológica do Japão. Depois que Nuri se dissipou na China continental, a bacia ficou quieta novamente por mais de um mês, com apenas a depressão tropical Carina se formando a leste de Luzon ; isso levou à primeira vez que nenhuma tempestade tropical se desenvolveu no mês de julho desde o início de registros confiáveis. A atividade no Pacífico Ocidental aumentou um pouco com a formação da tempestade tropical Sinlaku, e a formação e intensificação do Hagupit para um tufão, terminando um jejum de mais de 2 meses sem qualquer tufão significativo. Hagupit afetou a China como uma tempestade de categoria média 1 e causou US $ 441 milhões em danos. A tempestade então mudou para um ciclone extratropical e afetou a Coreia do Norte e a Rússia. Poucos dias depois, uma nova depressão tropical se formou, e então se intensificou na tempestade tropical Jangmi. A sudoeste de Jangmi, formou-se uma área desorganizada de baixa pressão que logo se tornaria a tempestade tropical severa de Mekkhala, atingindo a China. Poucos dias depois, uma nova depressão tropical se formou no Mar da China Meridional, e a PAGASA chamou o sistema de Helen. Pouco depois, Helen se intensificou em uma tempestade tropical severa Higos, a 7ª tempestade nomeada na temporada de tufões de 2020. Higos então atingiu a China. Logo depois que o Higos se dissipou, um novo sistema se formou no leste das Filipinas e foi denominado Igme. Igme então se tornou a tempestade tropical Bavi e rapidamente se intensificou nas águas costeiras de Taiwan. No final de agosto, o Typhoon Maysak se formou ao longo do Super Typhoon Haishen, com os sistemas alcançando a Península Coreana e o Japão, respectivamente.
Setembro começou com o enfraquecimento de Maysak a caminho da Coreia, enquanto uma nova tempestade tropical Haishen se formou no Pacífico aberto, ameaçando as mesmas áreas que Maysak e anteriormente Bavi afetaram. O tufão Maysak atingiu a Coreia do Sul e a Coreia do Norte, enquanto o tufão Haishen se intensificou e se transformou no primeiro supertufão da temporada. Em meados de setembro, a tempestade tropical Noul se formou no Mar da China Meridional, atingiu o Vietnã e se dissipou logo em seguida. No final do mês, o golfinho da tempestade tropical se formou na costa leste do Japão e se dissipou após uma curta vida. Perto do final do mês, Kujira formou-se e se intensificou em uma forte tempestade tropical, antes de enfraquecer e se tornar extratropical.
Outubro foi muito ativo na bacia. A temporada começou com o tufão Chan-hom, que durou 14 dias antes de se dissipar. Em 9 de outubro, a tempestade tropical Linfa se formou, tornando-se a primeira de uma série de sistemas tropicais a afetar o Vietnã. Linfa matou mais de 100 pessoas e causou graves inundações no Vietname e no Camboja. Nangka se formou alguns dias depois de Linfa, embora os impactos tenham sido menores. Uma depressão tropical, apelidada de Ofel pelo PAGASA, atravessou as Filipinas e atingiu o Vietnã, afetando as áreas já inundadas. Após uma breve calmaria nos sistemas, o tufão Saudel se formou em 18 de outubro, causando inundações nas Filipinas. Posteriormente, dois tufões muito poderosos se formaram depois de Saudel: Molave e Goni. O primeiro matou 41 pessoas nas Filipinas, Vietname e Malásia, enquanto o último se tornou um supertufão equivalente à Categoria 5.  Depois de Goni, Atsani formou e atacou o norte de Luzon e o sul de Taiwan como uma tempestade tropical. À medida que Atsani se dissipava, outra depressão se formou e afetou Visayas como uma depressão, dando o nome de Tonyo. No dia seguinte, ele foi atualizado para uma tempestade tropical, ganhando o nome de Etau. Etau está atualmente ameaçando o Vietname como uma tempestade tropical moderada. Em 8 de novembro, uma depressão se formou na Área de Responsabilidade das Filipinas e recebeu o nome de Ulysses. No dia seguinte, foi atualizado para tempestade tropical, dando o nome de Vamco. A Vamco se fortaleceu em um equivalente a um tufão de categoria 2 ao varrer a massa de terra de Luzon. Ele saiu rapidamente da Área de Responsabilidade das Filipinas no dia seguinte, quando o PAGASA declarou que havia se fortalecido como um tufão. Ele se fortaleceu rapidamente e atingiu seu pico de intensidade como um tufão de categoria 4. Ele se enfraqueceu em uma categoria 1 ao se aproximar do Vietnã. Enfraqueceu ainda mais, finalmente, dissipou-se ao norte do Laos. No mês de dezembro, três sistemas se formaram, com um denominado Krovanh, que se formou no Mar da China Meridional. Então a temporada terminou em 29 de dezembro com uma fraca depressão perto da costa do Vietname.

## Sistemas

### Tufão Vongfong (Ambo)
Uma área de baixa pressão foi observada pela primeira vez em 9 de maio pelo JTWC perto da Micronésia e recebeu uma chance média de se transformar em um ciclone tropical.  No dia seguinte, a JMA declarou que havia se desenvolvido em uma depressão tropical a leste de Mindanao, nas Filipinas, e que se esperava que se movesse lentamente para o oeste.  O JTWC então emitiu um Alerta de Formação de Ciclone Tropical (TCFA) para o sistema embrionário poucas horas depois, enquanto a convecção começou a obscurecer gradualmente o centro.  Mais tarde naquele dia, a PAGASA seguiu o exemplo e atualizou o sistema para uma depressão tropical, atribuindo-lhe o nome de Ambo, pois se tornou o primeiro ciclone tropical a entrar em sua área de responsabilidade em 2020.
O sistema começou a vagar lentamente para oeste ao longo dos dias seguintes,  se intensificando gradualmente com ocasionais explosões convectivas ocorrendo perto da circulação ligeiramente alongada. No dia seguinte, o JTWC transformou Ambo em uma depressão tropical, designando-a como 01W.  A tempestade se intensificou gradualmente ao longo do dia, conforme indicado por uma faixa de chuva bem definida desenvolvendo-se no lado noroeste, e começou a virar para o norte. Nesta época, a JMA atualizou 01W para uma tempestade tropical e deu a ela o primeiro nome do ano, Vongfong.  Pouco depois, o JTWC acompanhou e atualizou o sistema para a intensidade de tempestade tropical.  Utilizando condições favoráveis com baixo cisalhamento do vento, as águas com 29-30 ° C e excelente vazão, Vongfong começou a se intensificar rapidamente no início de 13 de maio.  Pouco depois, a JMA atualizou o sistema para uma forte tempestade tropical. Logo depois, o JTWC atualizou a tempestade para um Tufão de Categoria 1 com ventos sustentados de 1 minuto de 130 km/h conforme a estrutura melhorava rapidamente. A PAGASA e a JMA depois atualizariam o sistema para um Tufão no final do dia,  com o JTWC atualizando rapidamente o sistema para um Tufão de Categoria 2 conforme o olho se tornava mais claro. Poucas horas depois, Vongfong intensificou-se para um Tufão equivalente de Categoria 3.  Depois a tempestade passou por um ciclo de substituição da parede do olho, terminando rapidamente o ciclo enquanto flutuava em intensidade.  Às 12h15 PST da tarde de 14 de maio, Vongfong fez seu primeiro desembarque em San Policarpo, Samar Oriental.  Vongfong enfraqueceu gradualmente logo depois, cruzando o Passo de Ticao conforme ele se movia mais para o interior.  No dia seguinte, a PAGASA registrou mais cinco landfalls: atingindo as ilhas da Ilha Dalupiri, Ilha Capul, Ilha Ticao, Ilha Burias e San Andres, Quezon na Península Bondoc da Ilha Luzon.  Ambo enfraqueceu e se tornou uma tempestade de categoria 1 devido a esses vários landfalls, embora a tempestade estivesse situada em condições atmosféricas favoráveis.  O sistema enfraqueceu ainda mais em 15 de maio e foi rebaixado tanto pelo JMA quanto pela PAGASA para uma Tempestade tropical severa,   com o JTWC rebaixando-o para uma tempestade tropical também. Então, Vongfong fez seu sétimo landfall em Real, Quezon, e começou a se dirigir mais para o interior em Lução.   O Vongfong enfraqueceu ainda mais e foi rebaixado pela JMA e pela PAGASA para uma tempestade tropical.   A tendência de enfraquecimento continuou e, em 16 de maio, Vongfong emergiu no estreito de Luzon como uma tempestade tropical de baixa intensidade, com o centro da tempestade exposto como resultado dos terrenos montanhosos da massa de terra de Lução.   Após emergir, 6 horas depois, o JTWC rebaixou Vongfong para uma depressão tropical e emitiu seu aviso final.  Logo depois, o PAGASA fez o mesmo,  e o JMA também.  Os remanescentes da tempestade se dissiparam totalmente em 17 de maio, com a PAGASA rebaixando os remanescentes da tempestade para uma área de baixa pressão.
Em preparação para a chegada do tufão, os Avisos do Sinal de Vento de Ciclone Tropical (TCWS) N.º 3 foram emitidos para o norte de Samar e a parte norte de Samar Oriental.  De acordo com o NDRRMC, o Tufão Vongfong (Ambo) deixou $ 1,57 bilhões (US $ 31,1 milhões) de danos na agricultura, e deixou 5 mortos, a partir de 27 de maio.
Com os danos de bilhões de pesos nas Filipinas, o nome Ambo foi aposentado pelo PAGASA e será substituído por um novo nome para a temporada de tufões de 2024 no Pacífico.

### Tempestade tropical Nuri (Butchoy)
Em 10 de junho, o JMA começou a monitorar uma depressão tropical fraca que se desenvolveu a leste da ilha filipina de Samar em Visayas.  No dia seguinte, a PAGASA começou a rastrear o sistema, dando o nome local de Butchoy.  A tempestade então atingiu a ilha Polillo em Quezon às 5h30. pm PHT, e fazendo seu segundo desembarque em Infanta, Quezon, logo depois.  Logo depois, o JTWC emitiu um Alerta de Formação de Ciclones Tropicais para a tempestade.
Depois disso, o JTWC oficialmente atualizou Butchoy para uma depressão tropical e a designou como 02W.  Com um ambiente favorável com baixo cisalhamento do vento vertical, fluxo equatorial moderado e temperatura da superfície do mar de 30-31° C,  Butchoy começou a se intensificar no Mar das Filipinas Ocidental, tornando-se uma tempestade tropical e recebendo o nome de Nuri do JMA mais tarde no mesmo dia.  Em seguida, PAGASA emitiu seu aviso final sobre Nuri quando ele saiu da Área de Responsabilidade das Filipinas.
No dia seguinte, Nuri se intensificou ainda mais e posteriormente atingiu o pico de intensidade, com a JMA analisando os ventos de pico da tempestade de 75 km/h.  Seis horas depois, o JTWC atualizou Nuri em uma tempestade tropical.  No entanto, mais tarde no mesmo dia, o JTWC rebaixou Nuri a uma depressão tropical, citando que a tempestade se transformou em forte cisalhamento do vento vertical.  O JMA fez o mesmo, rebaixando Nuri a uma depressão.  O JTWC emitiu seu aviso final sobre Nuri quando a tempestade atingiu Yanjiang, China.   O JMA fez o mesmo seis horas depois, emitindo seu aviso final no sistema.
PAGASA emitiu o Sinal de Ciclone Tropical n.º 1 para o oeste de Mindanao, sul de Lução e Visayas em 11 de julho quando Butchoy se aproximava das Filipinas.  A combinação do sistema e os ventos predominantes do sudoeste trouxeram chuvas e tempestades em todas as Filipinas.  Chuvas fortes em Albay levaram à ativação de funcionários de gestão de risco de desastres e outros recursos de emergência.  As chuvas da depressão tropical levaram a PAGASA a declarar o início da estação chuvosa nas Filipinas em 12 de junho de 2020, também durante o Dia da Independência do país.   Em Hong Kong, Nuri trouxe fortes chuvas. Uma pessoa também se afogou devido às águas agitadas.

### Depressão tropical Carina
Após cerca de um mês de inatividade, em 11 de julho, a JMA designou uma área de baixa pressão perto de Lução como uma depressão tropical.  No dia seguinte, o JTWC designou a depressão como um invest e teve uma chance baixa de se desenvolver, e depois passou para uma chance média.  No dia seguinte, a PAGASA atualizou o sistema de baixa pressão para depressão tropical e chamou-a de Carina.
Sobre um ambiente favorável para um maior desenvolvimento, com baixo cisalhamento vertical do vento, fluxo equatorial estabelecido e 28-29 ° C da superfície do mar,  Carina geralmente se movia de norte a noroeste até o meio-dia (12:00 UTC) em 14 de julho, quando Carina enfraqueceu rapidamente em uma área de baixa pressão, devido ao ambiente desfavorável de forte cisalhamento do vento e fluxo diffluente de leste.  PAGASA então emitiu seu comunicado final para Carina, e os remanescentes foram dissipados em 15 de julho.
Como o sistema de baixa pressão foi denominado Carina, a PAGASA içou imediatamente o Sinal n.º 1, o mais baixo de seus sinais de alerta de tempestade, para Batanes, Ilhas Babuyan e parte nordeste de Cagayán.  Devido às fortes chuvas causadas pela Carina, a tempestade causou alguns danos mínimos em Ilocos Norte, Abra e Isabela.

### Tufão Hagupit (Dindo)
Em 31 de julho, o JMA começou a monitorar uma depressão tropical fraca que se desenvolveu no mar das Filipinas.  Mais tarde, a PAGASA chamou a depressão de Dindo.  No dia seguinte, o Joint Typhoon Warning Center designou Dindo como 03W.  Com condições favoráveis de baixo cisalhamento do vento vertical, forte fluxo equatorial e temperaturas da superfície do mar de 31° C,  Dindo se intensificou em uma tempestade tropical no meio-dia do mesmo dia, e a Agência Meteorológica do Japão a chamou de Hagupit.  O Hagupit então começou a se intensificar no mar das Filipinas e, em 2 de agosto, o Hagupit foi atualizado a Tufão pelo JTWC.  A JMA posteriormente atualizou Hagupit para uma Tempestade tropical severa na noite de 2 de agosto.  Quando Hagupit saiu da Área de Responsabilidade das Filipinas (PAR), a PAGASA publicou o seu boletim final no sistema.  O Hagupit foi então atualizado para o status de Tufão pela JMA em 3 de agosto,  e mais tarde atingiu o pico de intensidade com uma pressão de 975 hPa.  Por volta das 19:30 UTC, Hagupit atingiu a costa de Wenzhou, China, com ventos de 85 mph e pressão de 975 mbar (hPa).  Após a sua aterrissagem, Hagupit enfraqueceu gradualmente sobre a China e, no início de 4 de agosto, o JTWC rebaixou o status de Tufão para tempestade tropical.  Por volta do meio-dia do mesmo dia, o JTWC rebaixou o Hagupit para uma depressão tropical e, mais tarde, emitiu o seu aviso final sobre a tempestade,  mas o JMA ainda monitorava o Hagupit como uma tempestade tropical.  Posteriormente, o sistema passaria por uma transição extratropical, processo que foi concluído em 6 de agosto, e o JMA emitiu seu parecer final sobre o Hagupit extratropical.
Antes do Hagupit, as autoridades chinesas ordenaram a evacuação das áreas vulneráveis às inundações.  Hagupit causou chuvas torrenciais em partes da China com pico de 13,11 polegadas (333 mm) no distrito de Jingshan de Wenzhou.  15 pessoas foram mortas em toda a Coreia do Sul, 6 delas após um deslizamento de terra na província de Chungcheong do Sul, 11 pessoas foram dadas como desaparecidas e 7 pessoas ficaram feridas.

### Tempestade tropical Sinlaku
Em 29 de julho, formou-se um distúrbio tropical situado a algumas centenas de quilômetros a leste de Manila, nas Filipinas. Lutando para se consolidar, o distúrbio cruzou Luzon com pouca ou nenhuma organização e começou a se organizar no Mar da China Meridional. As condições ambientais tornaram-se propícias ao desenvolvimento, e o JMA declarou que uma depressão tropical havia se formado nas primeiras horas de 31 de julho Então, no início de 1 de agosto, a depressão se intensificou na tempestade tropical Sinlaku. A tempestade não se intensificou muito depois e, durante o dia seguinte, Sinlaku atingiu o norte do Vietnã. Pouco tempo depois, ambas as agências emitiram avisos finais sobre a tempestade.
Sinlaku produziu fortes chuvas no centro e norte do Vietnã, resultando em inundações significativas. Duas pessoas morreram, uma de um aterro desabado e outra de inundação repentina. Milhares de casas foram inundadas e as plantações sofreram grandes danos. Os danos no país foram de cerca de 5,4 bilhões de đồng (US $ 232.900). Inundações repentinas na Tailândia também mataram duas pessoas.
Os remanescentes de Sinlaku emergiram no Oceano Índico e se intensificaram em uma área de baixa pressão bem marcada entre 5 e 8 de agosto, recriando muitas chuvas torrenciais em partes da Índia.

### Tempestade tropical Jangmi (Enteng)
Em 6 de agosto, a Administração de Serviços Atmosféricos, Geofísicos e Astronômicos das Filipinas começou a monitorar uma área de baixa pressão que se desenvolveu bem a leste de Virac, Catanduanes.  No dia seguinte, a Agência Meteorológica do Japão designou a área de baixa pressão como uma depressão tropical fraca.  Apesar de um centro de circulação de baixo nível amplo e alongado, ele se organizou gradualmente, levando o Joint Typhoon Warning Center a emitir um alerta de formação de ciclone tropical na depressão.
No dia seguinte, a PAGASA a atualizou para depressão, batizando-a de Enteng.  Mais tarde, no mesmo dia, o JTWC designou a depressão como 05W.  Mais tarde no final do mesmo dia, a Agência Meteorológica do Japão atualizou a depressão para uma tempestade tropical, recebendo o nome de Jangmi.  Como tal, Jangmi se tornou a quinta tempestade tropical nomeada da temporada de tufões de 2020.  Em 9 de agosto, Jangmi foi transformado em tempestade tropical pelo JTWC.  Apesar de estar em condições favoráveis de baixo cisalhamento vertical e temperaturas da superfície do mar de 29-30° C, uma baixa de nível superior presente a oeste do sistema, proibiu o amplo Jangmi de se organizar mais.  Na mesma época, o PAGASA abandonou os avisos sobre Jangmi, uma vez que saiu rapidamente da Área de Responsabilidade das Filipinas.  Movendo-se para o norte a 23 nós,  o JMA relatou que Jangmi já atingiu o pico a 45 nós (50 mph; 85 km/h).  Por volta das 05:50 UTC de 10 de agosto, Jangmi atingiu a ponta sul de Geojedo, província de Gyeongsang na Coreia do Sul.  O JTWC emitiu os seus comunicados finais sobre Jangmi por volta das 15:00 UTC do mesmo dia,  e o JMA emitiu seu comunicado final no início do dia seguinte, 11 de agosto.
Jangmi provocou uma chuva forte nas ilhas Ryukyu do Japão, com um pico de 2,2 polegadas (55,8 mm) registado na ilha de Kumejima. Na Coreia do Sul, Jangmi chuveu até 2,6 polegadas (66,04 mm) de precipitação, em uma área já bastante atingida por enchentes nos meses anteriores a Jangmi.

### Depressão tropical 06W (Gener)
Um sistema híbrido formado em 7 de agosto, ao sul do Japão. Ele se moveu lentamente para o oeste e, em 9 de agosto, passou a ser um ciclone tropical.
Devido ao fato de o distúrbio já ter ventos com força de tempestade tropical, foi imediatamente declarado uma tempestade tropical pelo JTWC em 9 de agosto No dia seguinte, a depressão tropical atingiu seu pico de intensidade de 35 mph com uma pressão excepcionalmente alta de 1012 mbar. Logo depois, 06W começou a enfraquecer gradualmente e, às 15:00 UTC de 10 de agosto, o JTWC rebaixou 06W para uma depressão tropical.
A depressão Tropical 06W deixou então de ser monitorizada pela JMA em 12 de agosto devido a colapsos na actividade convectiva, ingestão de ar seco de nível superior e outros factores e terminou a sua monitorização oficial, mas a JTWC continuou a emitir actualizações normalmente para 06W, embora o sistema tivesse poucos sinais de actividade.
Depois de se deslocar geralmente para oeste, o sistema começou a deslocar-se para sudoeste e, às 20:00 UTC (4:00 am, 13 de agosto PST ), entrou na área de responsabilidade das Filipinas e recebeu o nome de Gener pela PAGASA. Às 03: 00 UTC de 13 de agosto, a JTWC emitiu o seu aviso final em 06W, encerrando o acompanhamento das agências e agências globais.

### Tempestade tropical severa Mekkhala (Ferdie)
Outra área de convecção persistente se formou nas proximidades do vale que também geraria a tempestade tropical Jangmi em 7 de agosto, a oeste de Luzon. Como Jangmi se tornou o sistema dominante na área, esta área de baixa pressão permaneceu desorganizada. No entanto, no dia seguinte, conforme Jangmi se afastava da área, o sistema começou a se organizar e, em 9 de agosto, o JTWC elevou a tempestade a uma depressão tropical. Logo depois, às 8:00 PM. PST, o PAGASA seguiu e atualizou a tempestade e deu o nome de Ferdie. No dia seguinte, a JTWC transformou Ferdie numa tempestade tropical. No dia seguinte, a JTWC transformou Ferdie numa tempestade tropical. Princípiorea de Responsabilidade das Filipinas. Logo, a JMA seguiu o exemplo e elevou Ferdie a uma tempestade tropical, dando-lhe o nome Internacional de Mekkhala.  Às 07:30 CST de 11 de agosto (23:30 UTC de 10 de agosto), Mekkhala chegou ao condado de Zhangpu em Fujian, China, logo após o pico de intensidade.
Mekkhala forçou um aviso de Sinal nº 1 a ser colocado para a região de Ilocos nas Filipinas. Mekkhala trouxe condições de monções para partes de Luzon, logo após sua formação. Apesar de permanecer bem longe da costa de Taiwan, a tempestade ainda trouxe fortes chuvas para a ilha.
Na China, as autoridades locais suspenderam os serviços de balsa e disseram aos navios que retornassem ao porto, em preparação para Mekkhala. A Administração Meteorológica da China emitiu uma resposta de emergência de nível III, enquanto trabalhadores de controle de enchentes foram enviados para áreas atingidas por Mekkhala. Mekkhala deixou cair chuvas torrenciais sobre a China com quantidades de até 7.874 polegadas (200 mm) relatados em algumas áreas. Os serviços de trem foram interrompidos e os voos foram cancelados nos aeroportos locais quando Mekkhala se mudou para terra. Em Zhangzhou, Fujian, os danos da tempestade chegaram a 1,1 bilhões de yuans (US$ 159 milhão).

### Tempestade tropical severa Higos (Helen)
Uma nova depressão tropical se formou a partir da Zona de Convergência Intertropical a leste de Luzon em 16 de agosto. Às 15:00 UTC, o PAGASA chamou o sistema de Helen e começou a emitir boletins de clima severo para a depressão tropical, mas cancelou os alertas quando Helen deixou a área de responsabilidade das Filipinas após 4 horas.  No dia seguinte, Helen intensificou-se para uma tempestade tropical, recebendo o nome de Joint Typhoon Warning Center também transformou Higos em uma tempestade tropical. A AMJ eventualmente classificou o sistema para uma tempestade tropical severa na noite daquele dia. O Observatório de Hong Kong e o Bureau Meteorológico e Geofísico de Macau transformaram Higos em um tufão marginal antes do landfall, com ventos com força de furacão em Macau indicando tal intensidade. Higos atingiu a costa de Zhuhai, Guangdong, no pico de intensidade por volta das 06:00 CST de 19 de agosto (22:00 UTC de 18 de agosto).
Em preparação para o Higos, o Observatório de Hong Kong levantou o sinal de alerta de ciclone tropical número 9 em Hong Kong para alertar sobre a possibilidade de ventos com força de furacão. Os ventos geralmente atingiam vendaval com força de tempestade sobre a parte sul de Hong Kong sob a influência da pequena circulação de Higos.  O Gabinete de Meteorologia e Geofísica de Macau emitiu o sinal número 10, o sinal mais alto, às 05:00 na hora local.  Mais de 65 000 pessoas evacuadas e escolas foram fechadas nessas áreas. Embora áreas densamente povoadas da China tenham sido atingidas diretamente pelos Higos, os danos foram limitados principalmente às árvores derrubadas e cortes de energia.  Dois campistas que não sabiam da tempestade que se aproximava tiveram que ser resgatados da Ilha Tap Mun após chegarem em 14 de agosto.  A tempestade também deixou 7 mortos e 45 bilhões de dólares americanos (US $ 2 milhões) em danos no Vietname.

### Tufão Bavi (Igme)
Em 19 de agosto, o JTWC começou a monitorar uma ampla área de baixa pressão situada a algumas centenas de quilômetros a nordeste do arquipélago filipino. No dia seguinte, o sistema se organizou rapidamente e o JTWC posteriormente emitiu um Alerta de Formação de Ciclone Tropical (TCFA). Em 21 de agosto, a área de baixa pressão passou a ser a depressão tropical 09W.  Às 15:00 UTC, o PAGASA nomeou o sistema Igme e emitiu um boletim meteorológico para ele.  No dia seguinte, Igme se intensificou em uma tempestade tropical, de acordo com o JMA e recebeu o nome de Bavi,  posteriormente levando o JTWC a seguir o exemplo e atualizar 09W de uma depressão tropical para uma tempestade tropical. As condições favoráveis permitiram que Bavi se intensificasse rapidamente e, às 12:00 UTC de 22 de agosto, o sistema se tornou uma forte tempestade tropical. Quando o sistema deixou a Área de Responsabilidade das Filipinas, o PAGASA parou de emitir boletins meteorológicos para a severa tempestade tropical.  O período de rápida intensificação de Bavi foi breve e começou uma lenta fase de intensificação em 23 de agosto.
Em 24 de agosto, Bavi se intensificou lentamente e mais tarde foi atualizado pela JMA para um tufão. Mais tarde naquele dia, tornou-se um tufão de categoria 2. No dia seguinte, Bavi se intensificou ainda mais para se tornar um grande tufão de categoria 3. Quando Bavi se aproximou da península coreana, uma pessoa morreu na ilha de Jeju em 25 de agosto.  Por volta das 00:30 UTC de 27 de agosto, Bavi atingiu a costa da Província de Pyongan do Norte, Coreia do Norte.  Depois disso, o tufão Bavi mudou para uma tempestade extratropical na Manchúria, China.

### Tufão Maysak (Julian)
Uma área de baixa pressão a leste das Filipinas consolidou-se em uma depressão tropical em 27 de agosto e, simultaneamente, um Alerta de Formação de Ciclone Tropical foi emitido para o sistema. No início de 28 de agosto, o PAGASA o atualizou para uma depressão tropical com o nome local de Julian, pouco antes de o JMA atualizá-lo para uma tempestade tropical e atribuir o nome internacional de Maysak. Posteriormente, o JTWC atualizou Maysak para uma tempestade tropical também, e, em seguida, o JMA atualizou para uma tempestade tropical severa, apesar de seu centro de circulação de baixo nível alongado. Às 19:00 UTC de 29 de agosto, o sistema foi atualizado para tufão pela  JMA e duas horas depois, PAGASA seguiu e também atualizou o sistema para o status de tufão. Mais tarde naquele dia, tornou-se um tufão de categoria 2. No dia seguinte, Maysak se intensificou ainda mais para se tornar um grande tufão de categoria 3. Então, no final da tarde, ele foi atualizado para um tufão de categoria 4. Logo, Maysak começou a enfraquecer pouco a pouco ao passar pelo Mar da China Oriental, reduzindo a velocidade para uma tempestade de categoria 3.
O tufão Maysak atingiu a terra perto de Busan, Coreia do Sul às 02:20 KST em 3 de setembro (17:20 UTC de 2 de setembro), com ventos máximos de 10 minutos sustentados em 155 km/h e a pressão central em 950 hPa (28.05 inHg).  equivalente a um tufão de categoria 2. Depois disso, ele cruzou o Mar do Japão e atingiu a Coreia do Norte em Jilin, Manchúria na China. Logo depois, o tufão Maysak degenerou em uma baixa extratropical no nordeste da China.
Em 2 de setembro, o navio de transporte de animais registrado pelo Panamá Gulf Livestock 1 transmitiu um Mayday e lançou botes salva-vidas, pelo menos um dos quais foi encontrado. O navio estava a oeste da Ilha Amami Ōshima, no Japão. A Guarda Costeira do Japão disse que o cargueiro carregava uma tripulação de 39 filipinos, 2 australianos e 2 neozelandeses quando desapareceu. A carga era de 5.867 bovinos, embarcada em Napier, Nova Zelândia, com destino ao porto de Jingtang em Tangshan, China.  Duas fatalidades ocorreram na Coreia do Sul, onde também 120.000 famílias perderam energia.  Na Coreia do Norte, Maysak caiu 15,157 polegadas (385 mm) de precipitação em Wonsan.

### Tufão Haishen (Kristine)
Em 29 de agosto, o JTWC começou a rastrear uma perturbação tropical muito desorganizada situada a algumas centenas de quilômetros a nordeste de Guam, observando que nenhum modelo importante, mas o modelo ECMWF do Centro Europeu para Previsão meteorológica de médio alcance tinha previsto qualquer desenvolvimento significativo. No dia seguinte, a perturbação havia se organizado rapidamente, e o JTWC emitiu um alerta de formação de ciclones tropicais (TCFA) para a área de baixa pressão, e no dia seguinte, ele se intensificou para a depressão Tropical 11W.  A AMJ logo seguiu e classificou o sistema como uma tempestade tropical, e deu à tempestade o nome Internacional Haishen. Mais tarde naquele dia, Haishen tornou-se uma tempestade tropical severa ao dirigir-se para sudoeste para o Mar das Filipinas. A intensificação em 3 de setembro foi significativa, com o tufão Haishen adquirindo um olho de ciclone no início do dia, mas passou por uma reposição do ciclo de substituição da parede do olho/MERC devido à parede do olho ser inercialmente instável. Isso permitiu que a parede do olho fosse mais robusta e estável, e a intensificação rápida contínua continuou durante todo o dia.
Ao entrar na Área de Responsabilidade das Filipinas (PAR), a Administração de Serviços Atmosféricos, Geológicos e Atmosféricos das Filipinas (PAGASA) nomeou o sistema como Kristine. No início de 4 de setembro, o JTWC avaliou que Haishen se tornou um supertufão equivalente a Categoria 4 - com velocidade de vento sustentada de 1 minuto de 135 kt (155 mph; 250 km/h), com um olho claro e simétrico visível nas imagens de satélite.  Em 5 de setembro, conforme a latitude de Haishen aumentou, o conteúdo de calor do oceano na área diminuiu, que interrompeu o núcleo do sistema e fez com que seu olho parecesse irregular nas imagens de satélite, subsequentemente indicando enfraquecimento e caindo abaixo do status de supertufão.  Mais tarde naquele dia, o sistema saiu do PAR e o PAGASA divulgou seu último boletim sobre o tufão.
À medida que o sistema continuou sua trajetória para o norte em direção ao arquipélago japonês, continuou a enfraquecer e se tornou um tufão de categoria 3, e não muito tempo depois caiu para um tufão de categoria 2 ao se aproximar das Ilhas Ryukyu do Sul do Japão. Uma ordem de evacuação obrigatória foi emitida para o oeste do Japão, à medida que milhões de pessoas evacuaram em conformidade.  Haishen atingiu a terra em Ulsan, Coreia do Sul por volta das 09:00 KST (00:00 UTC) em 7 de setembro,  com ventos máximos sutentados de 140 km/h e a pressão central em 955 hPa (28.20 inHg).
Haishen causou duas mortes no Japão, enquanto outros quatro desapareceram após um deslizamento de terra na província de Miyazaki.  Mais duas mortes ocorreram na Coreia do Sul e inundações generalizadas ocorreram na vizinha Coreia do Norte.

### Depressão tropical 12W
Em 10 de setembro às 00:00 UTC, o JMA começou a rastrear uma depressão tropical. Às 15:00 UTC daquele dia, o JTWC emitiu um Alerta de Formação de ciclone tropical no sistema. Em 11 de setembro às 18:00 UTC, o JTWC elevou o distúrbio para uma depressão tropical, designando-o como 12W ; foi rebaixado de volta a um distúrbio tropical seis horas depois. O JMA havia parado de rastrear a depressão em 13 de setembro.

### Tempestade tropical Noul (Leon)
Em 14 de setembro às 12:00 UTC, o JMA começou a rastrear uma depressão tropical. Na manhã de 15 de setembro, o JTWC emitiu um alerta de formação de ciclone tropical para um sistema tropical se formando no Mar das Filipinas. O JTWC posteriormente o atualizou para uma depressão tropical às 15:00 UTC, ao emitir seu primeiro aviso no sistema como depressão tropical 13W. Desde que a depressão se formou dentro da Área de Responsabilidade das Filipinas (PAR), o PAGASA imediatamente emitiu um boletim de mau tempo sobre a tempestade e nomeou o sistema Leon. Às 21 horas do dia 16 de setembro, a tempestade deixou o PAR e o PAGASA emitiu seu último alerta sobre o sistema. Às 03:00 UTC de 18 de setembro, Noul atingiu a costa entre as províncias de Quảng Trị e Thừa Thiên-Huế. Às 09:00 UTC, o JTWC emitiu seu aviso final sobre o sistema. Depois de ser rebaixado para uma área de baixa pressão (LPA), Noul seguiu um caminho para o oeste e emergiu no Oceano Índico.
Poucos dias antes da tempestade atingir o Vietnã, o governo vietnamita fechou três aeroportos e evacuou mais de um milhão de pessoas nas áreas afetadas. Noul danificou casas e derrubou árvores e linhas de energia em Hue, no Vietnã. Fortes quantidades de precipitação chegando a 310 mm (12,20 polegadas) caiu em Da Nang. A tempestade causou 6 mortes e 705 bilhões de dólares (US$ 30,4 milhões) em danos.
Os remanescentes de Noul deixaram o Pacífico ocidental após o desembarque e alcançaram as águas do Norte do Oceano Índico. Os remanescentes criaram várias áreas de convecção e causaram fortes chuvas, deslizamentos de terra, inundações, causando alguns danos em Bangladesh, nordeste da Índia e Mianmar. Nenhuma morte foi relatada.

### Tempestade tropical Dolphin (Marce)
Em 20 de setembro às 06:00 UTC, conforme o sistema se fortalecia no extremo nordeste da Área de Responsabilidade das Filipinas, a PAGASA atualizou o sistema para uma depressão tropical, dando-lhe o nome local de Marce.  Na época, o JTWC apenas reconhecia o sistema como área de convecção e emitia apenas um nível médio de alerta para o sistema.  O JTWC atualizou o sistema para uma tempestade tropical às 12:00 UTC.  No dia 21 de setembro às 03:00 UTC, o sistema deixou a Área de Responsabilidade das Filipinas.  O sistema então se intensificou em uma tempestade tropical nos mares do sul do Japão, ganhando o nome internacional Dolphin do JMA.  Após a transição da tempestade para um ciclone extratropical, o JTWC emitiu seu alerta final no sistema em 24 de setembro às 03:00 UTC.

### Tempestade tropical severa Kujira
Em 25 de setembro, a JTWC observou pela primeira vez a possibilidade de formação de ciclones tropicais a partir de uma área de convecção a nordeste das Ilhas Marianas do Norte. Nos dias seguintes, o sistema se organizou e, em 27 de setembro, tanto a JMA quanto a JTWC atualizaram o sistema para uma tempestade tropical, com a JMA atribuindo o nome Kujira. A tempestade derivou para norte-noroeste antes de se repetir para nordeste enquanto se intensificava em um tufão equivalente à categoria 1 no início de 29 de setembro. Kujira enfraqueceu para uma tempestade tropical 12 horas depois de se intensificar em um tufão devido ao cisalhamento do vento muito forte e às águas frias. Às 21: 00 UTC, o JTWC emitiu o último aviso para o sistema.

### Tufão Chan-hom
Em 2 de outubro, o JTWC começou a monitorar uma grande área de tempestades no Pacífico aberto.  O sistema gradualmente se organizou e foi classificado como depressão tropical em 4 de outubro.  No dia seguinte, o JMA transformou a tempestade em tempestade tropical e a chamou de Chan-hom.  Em 7 de outubro, o sistema foi atualizado pela JMA para um Tufão.  A JMA emitiu o seu aviso final no sistema em 12 de outubro às 00:45 UTC. Mais tarde o JTWC seguiu, emitindo o seu aviso final no sistema às 09:00 UTC.  O JMA, no entanto, ainda rastreou Chan-hom como uma depressão tropical até que foi notado pela última vez em 16 de outubro.

### Tempestade tropical Linfa
Em 9 de outubro, o JTWC começou a rastrear um sistema tropical a leste-sudeste de Da Nang, no Vietnã. Em 10 de outubro, o sistema foi declarado como uma depressão tropical pelo JTWC e pelo JMA. Mais tarde naquele dia, o JMA atualizou o sistema para uma tempestade tropical e o nomeou Linfa. O sistema continuou para o oeste, atingindo a costa em 11 de outubro às 03:00 UTC no Vietnã. O JTWC emitiu seu aviso final sobre o sistema às 09:00 UTC daquele dia. O JMA seguiu posteriormente, emitindo seu aviso final sobre o sistema às 18:00 UTC.
Linfa trouxe quantidades históricas de chuva para o Vietnã Central, com pico de 90,16 polegadas (2.290 mm) em A Lưới (Huế), 59,842 polegadas (1.520 mm) em Hướng Linh (Quảng Trị). Isso o tornou o 12º ciclone tropical mais chuvoso da história. Pelo menos 370.000 pessoas no Vietnã perderam energia após a tempestade. Até agora, a tempestade e suas inundações deixaram 104 mortos e 38 desaparecidos no Vietnã e no Camboja. No Camboja, inundações severas afetaram 16 províncias, incluindo Phnom Penh, matando pelo menos 21 pessoas, danificando mais de 25.000 casas em mais de 180 000 hectares de terras agrícolas.

### Tempestade tropical Nangka (Nika)
Em 11 de outubro, o JMA começou a rastrear uma depressão tropical na costa oeste de Luzon. O PAGASA declarou o sistema como uma depressão tropical às 12:00 UTC e, como a tempestade se formou dentro da Área de Responsabilidade das Filipinas (PAR), a agência nomeou o sistema como Nika. No mesmo dia, às 21h, o JTWC passou a emitir alertas no sistema. Em 12 de outubro, o sistema foi declarado uma tempestade tropical pela JMA e recebeu o nome de Nangka. Às 09:00 UTC, o sistema saiu do PAR e o PAGASA emitiu seu boletim final sobre o sistema. Às 19h20 CST (11h20 UTC) de 13 de outubro, Nangka atingiu a costa de Qionghai, Ainão.
Em 13 de outubro, a tempestade cruzou o Golfo de Tonquim e atingiu a costa nas províncias de Nam Định, Ninh Bình e Thanh Hóa no norte do Vietnã em 14 de outubro No mesmo dia, tanto o JMA quanto o JTWC emitiram seus alertas finais para o sistema. O sistema se dissipou em 14 de outubro de 2020.
Após a passagem de Nangka pela ilha de Ainão, 2 pessoas morreram e 4 estão desaparecidas em consequência de um barco virado. No norte do Vietnã, a tempestade matou 2 pessoas em Hòa Bình, outra desaparecida em Yên Bái. Mais de 585 casas foram destruídas, enquanto outras 135.731 na região central do Vietnã foram inundadas.

### Depressão tropical Ofel
Uma área de baixa pressão se formou no Mar das Filipinas, a leste de Leyte, em 13 de outubro. Logo, o PAGASA declarou o sistema recém-formado como uma depressão tropical e atribuiu-lhe o nome de Ofel. O PAGASA imediatamente emitiu sinais de alerta para a província de Sorsogon e para partes da província de Samar. No mesmo dia, às 18h30 UTC, Ofel pousou em Can-avid, Eastern Samar. Quando o sistema entrou no Mar da China Meridional nas primeiras horas de 15 de outubro UTC, o PAGASA suspendeu todos os sinais de alerta de ciclone tropical para Ofel. No mesmo dia, às 20:00 UTC, a Ofel deixou a Área de Responsabilidade das Filipinas (PAR) e a PAGASA emitiu seu boletim final para o sistema. Enquanto Ofel estava dentro do PAR, o Joint Typhoon Warning Center emitiu alertas de formação de ciclones tropicais para o sistema, no entanto, foi cancelado quando o sistema entrou em um ambiente menos favorável em 16 de outubro A tempestade se dissipou às 03:00 UTC daquele dia.
Inundações foram relatadas devido a chuvas moderadas a fortes. De acordo com o Escritório Regional 5 do Departamento de Agricultura, os danos totais chegaram a ₱ 9,1 milhões (US$ 187.000).

### Tufão Saudel (Pepito)
Em 16 de outubro UTC, o JTWC começou a rastrear uma área de convecção de aproximadamente 463 nmi (857 km) leste-sudeste de Palau. Em 18 de outubro às 21:00 UTC, o PAGASA atualizou o sistema para uma depressão tropical e nomeou o sistema Pepito. Algumas horas depois, o JMA também reconheceu o sistema em uma depressão tropical, e posteriormente emitiu seu primeiro alerta sobre o sistema. Como o sistema se intensificou ao se aproximar do norte de Luzon, o JMA atualizou o sistema para uma tempestade tropical e nomeou o sistema de Saudel. O PAGASA também declarou o sistema como uma tempestade tropical e começou a emitir avisos de ciclone tropical do Sinal nº 2 em preparação para seu desembarque. Saudel pousou na Península de San Ildefonso em Casiguran, Aurora, em 20 de outubro às 13:00 UTC (21:00 PHT ) e começou a cruzar a Ilha de Luzon, emergindo no Mar da China Meridional horas depois. Quando a tempestade deixou a Área de Responsabilidade das Filipinas, a forte tempestade tropical em desenvolvimento foi transformada em tufão pelo JMA, o JTWC e pelo PAGASA em seu boletim final para o sistema.
Em 24 de outubro, o NDRRMC relatou danos totais de cerca de ₱ 105,8 milhões (US$ 2,18 milhão).

### Depressão tropical 20W
Em 19 de outubro, tanto o JMA quanto o JTWC começaram a rastrear uma depressão tropical, com o JTWC designando-a como 20W. 20W formou-se em condições marginalmente favoráveis para o desenvolvimento, antes de virar para sudoeste depois de se mover originalmente para nordeste, encontrando forte cisalhamento do vento. Em 21 de outubro, o JTWC avaliou que 20W não era mais uma depressão tropical, avaliando também que havia transitado para um ciclone extratropical no dia seguinte. O JMA parou de rastrear 20W em 23 de outubro

### Tufão Molave (Quinta)
Em 23 de outubro, o JMA começou a rastrear uma depressão tropical de aproximadamente 190 nmi (350 km) ao norte de Palau. No mesmo dia, a PAGASA seguiu o exemplo do sistema formado dentro da Área de Responsabilidade das Filipinas (PAR), a leste de Mindanao, e batizou o sistema de Quinta. Em 24 de outubro, o JTWC também reconheceu o sistema como uma depressão tropical. Às 15h do mesmo dia, o JTWC atualizou o sistema para uma tempestade tropical, com o JMA e o PAGASA fazendo o mesmo com algumas horas de diferença um do outro. Agora uma tempestade tropical, o sistema foi nomeado Molave pela JMA. Em 25 de outubro, a PAGASA atualizou o sistema para uma tempestade tropical severa ao se aproximar da região de Bicol. Mais tarde naquele dia, o PAGASA transformou Molave em um tufão enquanto se dirigia para Albay e Camarines Sur, levando ao aumento do sinal # 3 alertas de ciclone tropical para ambas as províncias adjacentes. Momentos depois, o JMA também atualizou o sistema para um tufão e o JTWC o seguiu algumas horas depois. Às 18:10 PHT (10:10 UTC), o Molave fez seu primeiro pouso na Ilha de San Miguel em Albay, com outro em Malinao apenas 40 minutos depois. Molave fez um total de 5 desembarques na área de Luzon antes de entrar no Mar da China Meridional em 26 de outubro No dia 27 de outubro às 00:00 UTC, Molave deixou o PAR, com a PAGASA emitindo seu último boletim para o sistema mais tarde às 15:00. Depois disso, o tufão Molave se intensificou ainda mais e atingiu o pico como um tufão equivalente à categoria 3 no Mar da China Meridional. Depois disso, as temperaturas mais frias da superfície do mar fizeram com que a tempestade enfraquecesse um pouco e, no dia seguinte, Molave atingiu o Vietnã como uma tempestade equivalente à categoria 2.
Desde 9 de novembro de 2020, o NDRRMC relatour que 27 pessoas foram mortas, 40 pessoas foram feridas e quatro desapareceram depois do tufão. Danos à infraestrutras e agricultura somaram ₱1.56 bilhões (US$32.2 milhões) e ₱2.66 bilhões (US$54.9 milhões) respectivamente, com o total de danos de ₱4.22 bilhões (US$87.1 milhões) no país. No Vietnã, Molave deixou 41 mortos, 143 foram feridos e 42 pessoas desaparecidas. as perdas cómicas foram estimadas em 12,92 biliões de dong (558 milhões de dólares).

### Tufão Goni (Rolly)
Depois que o tufão Molave devastou as Filipinas, o JMA anunciou a formação de uma nova depressão tropical no Oceano Pacífico, a oeste das Ilhas Marianas, em 27 de outubro No dia seguinte, o JTWC também havia seguido e atualizado o sistema para uma depressão tropical. Como o sistema continuou seguindo para o oeste sob condições favoráveis no Oceano Pacífico, o JMA e o JTWC atualizaram o sistema para uma tempestade tropical, com o JMA atribuindo o nome Goni à tempestade que se intensificava. Devido às águas quentes que cercam a tempestade, o sistema sofreu uma rápida intensificação e se tornou um tufão. Em 29 de outubro, às 9h30 UTC, Goni entrou na Área de Responsabilidade das Filipinas (PAR) e foi nomeado Rolly pelo PAGASA. Às 18:00 UTC, Goni se intensificou para um tufão equivalente à categoria 4, com ventos sustentados de 1 minuto a 120 kn (220 km/h; 140 mph) e, eventualmente, o primeiro tufão equivalente à categoria 5 da temporada algumas horas depois. As temperaturas quentes da superfície do mar, o baixo cisalhamento vertical do vento e o alto teor de calor do oceano apoiaram Goni continuamente à medida que se aproximava das Filipinas e manteve sua intensidade no dia seguinte. Às 18:00 UTC de 31 de outubro (2:00 PST de 1 de novembro), a PAGASA elevou Goni a um supertufão na escala de intensidade de ciclone tropical da agência momento em que a JMA e a PAGASA relataram ventos sustentados de 10 minutos de 220 km/h  e 225 km/h, respectivamente, marcando a segunda vez que o Sinal de Vento de ciclone tropical #5 foi levantado pela PAGASA desde o tufão Haima em 2016 e o tufão Megi em 2010. Goni fez seus dois primeiros pousos com intensidade máxima sobre Bato, Catanduanes (20:50 UTC)  e Tiwi, Albay (23:20 UTC). Depois disso, enfraqueceu para um forte tufão e fez um terceiro landfall em San Narciso, Quezon. Devido a três landfalls e interação com a terra, Goni perdeu sua imensa força e se enfraqueceu em um tufão mínimo ao fazer um quarto landfall em San Juan, Batangas. Antes de sair do PAR, Goni se intensificou ligeiramente, mas o desenvolvimento foi prejudicado por condições desfavoráveis. A capital, Manila, experimentou alguns ventos com força de tempestade tropical vindos de Goni.
Em 11 de novembro de 2020, o NDRRMC reportou 12,9 mil milhões de euros (266 milhões de dólares) de danos à infra-estrutura, juntamente com 5 mil milhões de euros (103 milhões de dólares) de danos agrícolas, com um total combinado de 17,9 mil milhões de euros (369 milhões de dólares) e pelo menos 25 mortes, 399 feridos e 6 desaparecidos. Estima-se que o Goni tenha causado pelo menos 48,058 mil milhões de dólares (1,04 mil milhões de dólares) de danos nas Filipinas.

### Tempestade tropical severa Atsani (Siony)
Em 28 de outubro, o JTWC começou a rastrear outro distúrbio tropical 95 nmi (109 mi) sul-sudoeste de Chuuk nos Estados Federados da Micronésia. Essa perturbação acabaria por se fortalecer em uma nova depressão tropical nas primeiras horas de 29 de outubro Mais tarde naquele dia, o JMA atualizou o sistema para uma tempestade tropical. Em 1 de novembro, às 00:00 UTC, Atsani entrou na Área de Responsabilidade Filipina (PAR) da PAGASA, com a PAGASA nomeando o sistema Siony. A tempestade seguiu para noroeste através do Mar das Filipinas, passando pelo Estreito de Luzon em 4 de novembro O sistema deixou o PAR em 7 de novembro às 21:00 UTC. Pouco depois, o sistema enfraqueceu rapidamente e se dissipou a partir de então.
Atsani derrubou árvores, causou deslizamentos de terra e danificou postes de iluminação em partes de Taiwan. As quedas de pedras causaram o fechamento de algumas estradas no condado de Taitung. Três ferimentos leves foram relatados no condado de Taitung, nos distritos de Haiduan e Jinfeng. A tempestade trouxe fortes chuvas para Batanes e as Ilhas Babuyan nas Filipinas, causando ₱ 4,9 milhões (US$ 101 mil) em danos agrícolas.

### Tempestade tropical Etau (Tonyo)
Em 7 de novembro, a Agência Meteorológica do Japão (JMA) começou a rastrear uma depressão tropical 460 nmi (850 km; 530 mi) leste-sudeste de Manila. Às 12:00 UTC do mesmo dia, o PAGASA declarou o sistema como uma depressão tropical e atribuiu-lhe o nome de Tonyo, pois se formou diretamente sobre a Ilha Burias. O Joint Typhoon Warning Center reconheceu o sistema como uma depressão tropical às 15:00 UTC de 8 de novembro Etau causou chuvas em Calabarzon, Mimaropa e na região de Bicol antes de sair da Área de Responsabilidade das Filipinas em 9 de novembro às 21:00 UTC. Ele continuou seu caminho em direção ao Vietnã, depois de cruzar as Filipinas.
Etau matou duas pessoas em Quảng Nam e Bình Định e danificou 400 casas quando atingiu a região central do Vietnã em 10 de novembro A tempestade produziu mais de 250 mm (10 in) de chuva nas províncias de Bình Định, Khánh Hòa, e Phú Yên, com pico em 858 mm no Lago Thủy Yên (Thừa Thiên Huế). A tempestade também causou rajadas de vento que arrancaram árvores e rasgaram telhados de edifícios, muitos dos quais ainda estavam se recuperando dos impactos adversos do tufão Molave e da enfraquecida tempestade tropical Goni. Além disso, quedas de energia afetaram localmente a cidade de Tuy Hòa. As perdas econômicas em Tuy An e Phú Yên foram contabilizadas em 122 bilhões de VND (US$ 5,26 milhões).

### Tufão Vamco (Ulysses)
Em 8 de novembro, o JMA começou a rastrear uma nova depressão tropical 132 nmi (244 km) norte-noroeste de Palau. Às 12:00 UTC do mesmo dia, o PAGASA declarou o sistema como uma depressão tropical dentro da Área de Responsabilidade das Filipinas e o nomeou Ulysses. No dia seguinte, às 7:15 UTC, o sistema se fortaleceu em uma tempestade tropical, com o JMA dando-lhe o nome de Vamco, com o Joint Typhoon Warning Center posteriormente emitindo seu primeiro alerta sobre o sistema como uma depressão tropical. À medida que o sistema se aproximava do sul de Luzon, tanto o PAGASA quanto o JMA transformaram Vamco em uma forte tempestade tropical. O Vamco foi então atualizado para o status de tufão pelo JMA em 11 de novembro, seguido pelo JTWC e o PAGASA logo depois, quando o PAGASA levantou o Sinal # 3 sinais de vento de ciclone tropical em preparação para a tempestade. Às 14h30 UTC e 15h20 UTC, Vamco fez seus dois primeiros pousos sobre as cidades-ilha de Patnanungan e Burdeos, respectivamente, ambas na província de Quezon. Mais tarde, às 17:40 UTC, Vamco fez seu terceiro pouso sobre General Nakar, Quezon, na massa de terra de Luzon. Às 00:00 UTC, o sistema emergiu na costa oeste de Zambales e entrou no Mar da China Meridional. O sistema deixou o PAR às 01:30 UTC quando o PAGASA redeclarou o sistema como um tufão. O Vamco se fortaleceu rapidamente no Mar da China Meridional e atingiu o pico como um tufão equivalente à categoria 4 brevemente antes de enfraquecer novamente para uma tempestade equivalente à categoria 3 rumo ao Vietnã. O tufão então enfraqueceu antes de atingir outro continente como um tufão equivalente à categoria 1 no Vietnã.
Em 13 de janeiro de 2021, o NDRRMC relatou um total de 196 vítimas (incluindo 101 mortes validadas, 85 feridos e 10 desaparecidos) causadas pelo tufão, juntamente com ₱  ( US$ 151 milhões ) no valor de danos à agricultura e ₱12,9 bilhões ( US$ 267 milhões ) no valor de danos de infraestrutura. O Vale Cagayan experimentou a maior quantidade total de danos. Pelo menos 5.184.824 indivíduos foram afetados pelo ataque do tufão. As Forças Armadas das Filipinas e a Polícia Nacional das Filipinas resgataram 265.339 e 104.850 indivíduos, respectivamente. De acordo com a Aon, as perdas econômicas totais causadas pelo tufão foram estimadas em mais de ₱ 50 bilhões ( US$ 1 bilhões ).

### Tempestade tropical Krovanh (Vicky)
Em 17 de dezembro às 21:00 UTC, o PAGASA começou a emitir boletins para um sistema 140 nmi (260 km) leste-sudeste de Davao. O PAGASA já havia reconhecido o sistema como uma depressão tropical e o batizou de Vicky, porém na época, a Agência Meteorológica do Japão (JMA) apenas reconheceu o sistema como uma área de baixa pressão. No dia seguinte, o JMA seguiu o exemplo e reconheceu o sistema como uma depressão tropical. Às 14:00 PHT (6:00 UTC), o sistema pousou em Baganga, Davao Oriental. 9 horas depois, emergiu na costa de Misamis Oriental e entrou no Mar de Bohol, entrando posteriormente no Mar de Sulu no dia seguinte às 5:00 PHT (23:00 UTC). Em 19 de dezembro às 23:00 PHT (15:00 UTC), Krovanh fez seu segundo pouso sobre o centro de Palawan, emergindo no Mar da China Meridional logo depois. Como a tempestade atravessou o Mar da China Meridional, o sistema se fortaleceu em uma tempestade tropical de acordo com o JMA, uma vez que emergiu em uma região de condições atmosféricas relativamente favoráveis, recebendo assim o nome de Krovanh. Em 20 de dezembro às 14:00 PHT (6:00 UTC), Krovanh deixou a Área de Responsabilidade das Filipinas, embora os sinais de tempestade ainda fossem emitidos para as Ilhas Kalayaan. O PAGASA então transformou Krovanh em uma tempestade tropical e emitiu um aviso de sinal nº 2 para as ilhas Kalayaan. No dia seguinte, 21 de dezembro, Krovanh foi rebaixado para uma depressão tropical tanto pelo JMA quanto pelo PAGASA em seus avisos finais para a tempestade. O JTWC então emitiu seu aviso final em Krovanh no dia seguinte, logo após a maior parte de sua convecção central ter se dissipado devido ao cisalhamento do vento cada vez mais hostil.
Grandes faixas de Visayas e Mindanao foram colocadas sob avisos de sinal nº 1 devido a Krovanh. Enchentes e deslizamentos de terra foram desencadeados em Cebu, Agusan del Sur, Davao de Oro e em Leyte, onde dois idosos morreram em um deslizamento de terra. Na cidade de Lapu-Lapu, 300 residentes foram forçados a evacuar depois que 76 casas perto da costa foram arrastadas para o mar. Cerca de 6.702 pessoas foram afetadas pela tempestade nas Filipinas, com 5.646 em centros de evacuação. Os danos foram estimados em um total de $ 213,2 milhões (US $ 4,48 milhões). Pelo menos oito pessoas foram mortas pelos efeitos de Krovanh.

### Outros sistemas

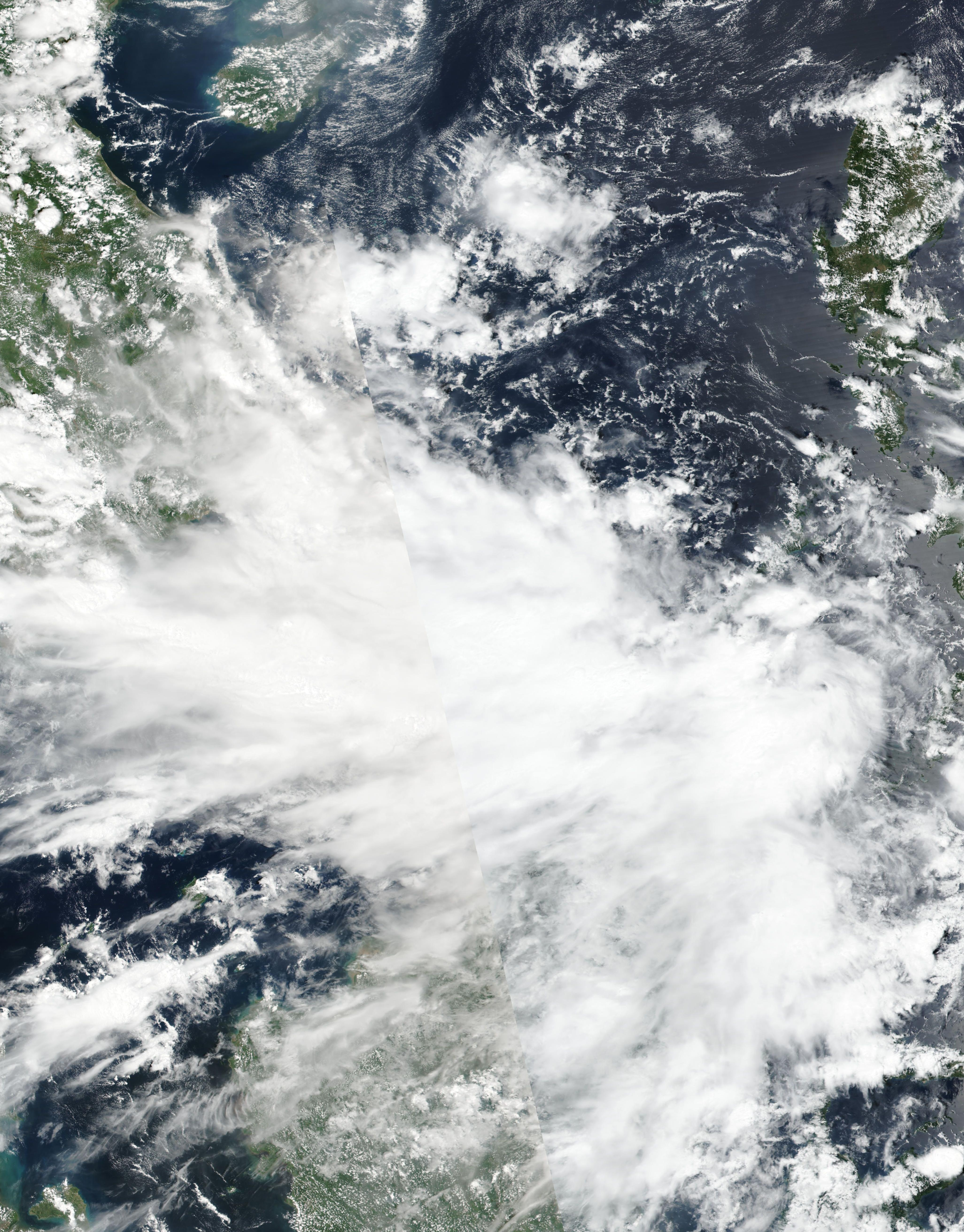
O precursor da depressão tropical do Vietnã em 5 de outubro

No final de 27 de julho, o JMA começou a rastrear uma depressão tropical fraca no Pacífico Ocidental aberto. Mais tarde, no dia seguinte, o sistema foi oficialmente classificado como uma depressão subtropical pelo JTWC, tendo sido dada uma baixa chance de transição para um ciclone tropical.  Em um ambiente marginal com fluxo ciclônico de leste, moderado a forte cisalhamento do vento e 28–30 °C na temperatura da superfície do mar, esperava-se que o sistema recurvasse em direção aos pólos e fosse absorvido por uma baixa extratropical maior. A depressão, no entanto, se dissipou em 30 de julho
O JMA começou a monitorar outra depressão tropical ao sul do Japão em 27 de setembro O sistema moveu-se em direção nordeste geral até que foi notado pela última vez às 18:00 UTC de 29 de setembro
Em 7 de outubro, o Centro de Previsão Hidrometeorológica do Vietnã (VNCHF) monitorou uma depressão tropical que atingiu a província de Khánh Hòa. Aprimorado pela monção sazonal do nordeste, o sistema fez com que muitas províncias próximas experimentassem fortes chuvas com acumulações médias de 200–300 milímetros. Em Sa Huỳnh (Quảng Ngãi), as chuvas atingiram um pico de 360 milímetros. Em 11 de outubro, fortes enchentes mataram 9 pessoas.
Em 5 de dezembro, uma depressão tropical se formou no sul do Japão. A depressão durou pouco, no entanto, pois se dissipou no dia seguinte após ser incorporada em uma zona frontal.
Em 29 de dezembro, o JMA começou a rastrear uma fraca depressão tropical a leste do Vietnã.

## Lista de nomes de ciclones tropicais
Dentro do oceano Pacífico norte ocidental, ambos a JMA e PAGASA atribui nomes aos ciclones tropicais que se formam no Pacífico ocidental, os quais resultam num ciclone tropical com dois nomes. O Centro Meteorológico Regional Especializado da Agência Meteorológica do Japão - Typhoon Center atribui nomes internacionais a ciclones tropicais em nome do comité de tufões da Organização Meteorológica Mundial, devem de ser revisados se têm uma velocidade de ventos sustentadas em 10 minutos de 65 km/h. Os nomes de ciclones tropicais muito destructivos são retirados, pela PAGASA e o Comité de Tufões. Em caso que a lista de nomes para a região filipina esgote-se, os nomes serão tomados de uma lista auxiliar no qual os primeiros dez são publicados em cada temporada. Os nomes não usados estão marcados com cinza e os nomes em negrito são das tempestades formadas.

### Nomes internacionais
Os ciclones tropicais são nomeados da seguinte lista do Centro Meteorológico Regional Especializado em Tóquio, uma vez que atingem a força de tempestade tropical. Os nomes são contribuídos por membros da ESCAP/WMO Typhoon Committee. Cada membro das 14 nações ou territórios contribuem com 10 nomes, que se usam em ordem alfabética, pelo nome do país em inglês (por exemplo; China, Estados Federados da Micronésia, Japão, Coreia do Sul, Estados Unidos, etc.). Os seguintes 28 nomes na lista de nomes listam-se aqui junto com a sua designação numérica internacional, se usam-se.
| Vongfong | Nuri     | Sinlaku | Hagupit | Jangmi | Mekkhala | Higos | Bavi   | Maysak | Haishen | Noul    | Dolphin |
| Kujira   | Chan-hom | Linfa   | Nangka  | Saudel | Molave   | Goni  | Atsani | Etau   | Vamco   | Krovanh |         |

### Filipinas
| Ambo           | Butchoy               | Carina                 | Dindo                  | Enteng                            |
| Ferdie         | Gener                 | Helen                  | Igme                   | Julian                            |
| Kristine       | Leon                  | Marce                  | Nika                   | Ofel                              |
| Pepito         | Quinta                | Rolly                  | Siony                  | Tonyo                             |
| Ulysses        | Vicky                 | Warren                 | Yoyong (sem ser usado) | Zosimo (sem usar) (sem ser usado) |
| Lista auxiliar |                       |                        |                        |                                   |
| Alakdan        | Baldo (sem ser usado) | Clara (sem ser usado)  | Dencio (sem ser usado) | Estong (sem usar) (sem ser usado) |
| Felipe         | Gomer (sem ser usado) | Heling (sem ser usado) | Ismael (sem ser usado) | Julio (sem usar) (sem ser usado)  |

Durante a temporada, a PAGASA usou seu próprio esquema de nomenclatura para os 22 ciclones tropicais, que se desenvolveram ou se moveram para sua área de responsabilidade autodefinida. Os nomes foram retirados de uma lista de nomes, que foi usada pela última vez em 2016 e está programada para ser usada novamente em 2024.  Todos os nomes são iguais, exceto Kristine, Leon e Nika, que substituíram Karen, Lawin e Nina depois que se aposentaram. Além desses nomes, Pepito e Vicky também foram usados pela primeira vez este ano; o primeiro substituiu Pablo depois de 2012, enquanto o último substituiu Violeta, que se aposentou depois de 2004.

#### Nomes retirados
Durante a temporada, PAGASA anunciou que o nome Ambo, Quinta, Rolly e Ulysses são retirados das suas listas de nomes após que estes tufões causaram mais de $1 bilhão em danos totais. Eleger-se-á um nome de substituição em 2021.

## Efeitos na temporada
Esta tabela resume todos os sistemas que se desenvolveram ou se moveram para o Oceano Pacífico Norte, a oeste da Linha Internacional de Data durante 2020. As tabelas também fornecem uma visão geral da intensidade, duração, áreas afetadas e quaisquer mortes ou danos associados ao sistema.
| Nome                | Datas ativo                   | Classificação máxima       | Velocidade de vento sustentados | Pressão               | Áreas afetadas                                                               | Danos (USD)    | Fatalidades | Refs                            |
| ------------------- | ----------------------------- | -------------------------- | ------------------------------- | --------------------- | ---------------------------------------------------------------------------- | -------------- | ----------- | ------------------------------- |
| Vongfong (Ambo)     | 8–18 de maio                  | Tufão muito forte          | 155 km/h (95 mph)               | 960 hPa (28.35 inHg)  | Palau, Filipinas, Taiwan                                                     | $50 000 000    | 5           | [ 36 ] [ 37 ] [ 350 ]           |
| Nuri (Butchoy)      | 10–14 de junho                | Tempestade tropical        | 75 km/h (45 mph)                | 996 hPa (29.41 inHg)  | Filipinas, China meridional                                                  | Unknown        | 1           | [ 57 ]                          |
| Carina              | 11–15 de julho                | Depressão tropical         | Não definido                    | 1004 hPa (29.65 inHg) | Filipinas, Taiwan                                                            | Minimal        | Nenhum      |                                 |
| TD                  | 27–29 de julho                | Depressão tropical         | Não definido                    | 1010 hPa (29.83 inHg) | Nenhum                                                                       | Nenhum         | Nenhum      |                                 |
| Hagupit (Dindo)     | 30 de julho – 5 de agosto     | Tufão forte                | 130 km/h (80 mph)               | 975 hPa (28.79 inHg)  | Ilhas Ryukyu, Taiwan, China Oriental, Coreian Peninsula, Kamchatka Peninsula | $411 000 000   | 17          | [ 351 ] [ 352 ] [ 353 ]         |
| Sinlaku             | 31 de julho – 3 de agosto     | Tempestade tropical        | 75 km/h (45 mph)                | 985 hPa (29.09 inHg)  | China meridional, Vietname, Laos, Tailândia, Myanmar                         | $12 940 000    | 4           | [ 354 ] [ 89 ] [ 91 ] [ 350 ]   |
| Jangmi (Enteng)     | 6–11 de agosto                | Tempestade tropical        | 85 km/h (55 mph)                | 994 hPa (29.35 inHg)  | Filipinas, Ilhas Ryukyu, Coreian Peninsula                                   | $1 000 000     | Nenhum      | [ 350 ]                         |
| 06W (Gener)         | 8–13 de agosto                | Depressão tropical         | 55 km/h (35 mph)                | 1012 hPa (29.88 inHg) | Bonin Islands, Ilhas Ryukyu                                                  | Nenhum         | Nenhum      |                                 |
| Mekkhala (Ferdie)   | 9–11 de agosto                | Tempestade tropical severa | 95 km/h (60 mph)                | 992 hPa (29.29 inHg)  | Filipinas, Taiwan, China Oriental                                            | $159 000 000   | Nenhum      | [ 120 ] [ 350 ]                 |
| Higos (Helen)       | 16–20 de agosto               | Tempestade tropical severa | 100 km/h (60 mph)               | 992 hPa (29.29 inHg)  | Filipinas, China meridional, Northern Vietnam                                | $142 503 089   | 7           | [ 350 ] [ 355 ] [ 356 ]         |
| Bavi (Igme)         | 20–27 de agosto               | Tufão muito forte          | 155 km/h (95 mph)               | 950 hPa (28.05 inHg)  | Filipinas, Ilhas Ryukyu, Taiwan, Coreian Peninsula, North China              | $1 000 000     | 1           | [ 350 ] [ 132 ]                 |
| Maysak (Julian)     | 27 de agosto – 3 de setembro  | Tufão muito forte          | 175 km/h (110 mph)              | 935 hPa (27.61 inHg)  | Filipinas, Japão, Coreian Peninsula, Nordeste da China                       | $100 000 000   | 32          | [ 350 ]                         |
| Haishen (Kristine)  | 30 de agosto – 7 de setembro  | Tufão violento             | 195 km/h (120 mph)              | 910 hPa (26.87 inHg)  | Ilhas Marianas, Northeast China, Japão, Coreian Peninsula                    | $100 000 000   | 4           | [ 357 ] [ 350 ]                 |
| 12W                 | 10–12 de setembro             | Depressão tropical         | 55 km/h (35 mph)                | 1006 hPa (29.71 inHg) | Japão                                                                        | Nenhum         | Nenhum      |                                 |
| Noul (Leon)         | 14–18 de setembro             | Tempestade tropical        | 85 km/h (55 mph)                | 994 hPa (29.35 inHg)  | Laos, Tailândia, Myanmar, Filipinas, Vietname                                | $175 200 000   | 18          | [ 358 ] [ 350 ] [ 359 ]         |
| Dolphin (Marce)     | 19–24 de setembro             | Tempestade tropical severa | 110 km/h (70 mph)               | 975 hPa (28.79 inHg)  | Nenhum                                                                       | Nenhum         | Nenhum      |                                 |
| Kujira              | 25–30 de setembro             | Tempestade tropical severa | 110 km/h (70 mph)               | 980 hPa (28.94 inHg)  | Nenhum                                                                       | Nenhum         | Nenhum      |                                 |
| TD                  | 27–29 de setembro             | Depressão tropical         | Não definido                    | 1000 hPa (29.53 inHg) | Nenhum                                                                       | Nenhum         | Nenhum      |                                 |
| Chan-hom            | 4–17 de outubro               | Tufão forte                | 130 km/h (80 mph)               | 965 hPa (28.64 inHg)  | Japão                                                                        | Nenhum         | Nenhum      |                                 |
| Linfa               | 6–12 de outubro               | Tempestade tropical        | 85 km/h (55 mph)                | 994 hPa (29.35 inHg)  | Filipinas, Vietname, Camboja, Laos, Tailândia, Myanmar                       | $950 000 000   | 137         | [ 360 ] [ 361 ] [ 281 ]         |
| Nangka (Nika)       | 11–14 de outubro              | Tempestade tropical        | 85 km/h (55 mph)                | 990 hPa (29.23 inHg)  | Filipinas, China meridional, Vietname, Laos, Myanmar                         | $16 940 000    | 4           | [ 218 ] [ 362 ] [ 363 ]         |
| Ofel                | 13–16 de outubro              | Depressão tropical         | 45 km/h (30 mph)                | 1002 hPa (29.59 inHg) | Filipinas, Vietname, Laos                                                    | $187 000       | 10          | [ 228 ] [ 364 ]                 |
| Saudel (Pepito)     | 18–25 de outubro              | Tufão forte                | 120 km/h (75 mph)               | 975 hPa (28.79 inHg)  | Filipinas, China meridional, Vietname                                        | $15 180 000    | Nenhum      | [ 240 ] [ 363 ]                 |
| 20W                 | 19–23 de outubro              | Depressão tropical         | 55 km/h (35 mph)                | 998 hPa (29.47 inHg)  | Nenhum                                                                       | Nenhum         | Nenhum      |                                 |
| Molave (Quinta)     | 22–29 de outubro              | Tufão muito forte          | 165 km/h (105 mph)              | 940 hPa (28.05 inHg)  | Filipinas, Spratly Island, Vietname, Laos, Camboja, Tailândia, Malásia       | $660 000 000   | 71          | [ 360 ] [ 365 ] [ 366 ] [ 356 ] |
| Goni (Rolly)        | 26 de outubro – 6 de novembro | Tufão violento             | 230 km/h (145 mph)              | 905 hPa (26.72 inHg)  | Filipinas, Vietname, Camboja, Laos                                           | $1 023 500 000 | 32          | [ 367 ] [ 368 ] [ 281 ]         |
| Atsani (Siony)      | 30 de outubro – 7 de novembro | Tempestade tropical severa | 95 km/h (60 mph)                | 992 hPa (29.29 inHg)  | Ilhas Marianas, Filipinas, Taiwan, China meridional                          | $101 000       | Nenhum      |                                 |
| Etau (Tonyo)        | 6–10 de novembro              | Tempestade tropical        | 85 km/h (55 mph)                | 992 hPa (29.29 inHg)  | Filipinas, Vietname, Camboja                                                 | $34 846 788    | 3           | [ 369 ] [ 356 ]                 |
| Vamco (Ulysses)     | 8–16 de novembro              | Tufão muito forte          | 155 km/h (95 mph)               | 955 hPa (28.05 inHg)  | Filipinas, Vietname, Laos, Tailândia                                         | $1 059 000 000 | 102         | [ 315 ]                         |
| TD                  | 5–6 de dezembro               | Depressão tropical         | Não definido                    | 1010 hPa (29.83 inHg) | Nenhum                                                                       | Nenhum         | Nenhum      |                                 |
| Krovanh (Vicky)     | 18–24 de dezembro             | Tempestade tropical        | 65 km/h (40 mph)                | 1000 hPa (29.53 inHg) | Filipinas, Malásia, Tailândia                                                | $4 480 000     | 9           | [ 370 ]                         |
| TD                  | 29 de dezembro                | Depressão tropical         | Não definido                    | 1004 hPa (29.65 inHg) | Nenhum                                                                       | Nenhum         | Nenhum      |                                 |
| Totais da temporada |                               |                            |                                 |                       |                                                                              |                |             |                                 |
| 32 sistemas         | 8 maio – 29 dezembro 2020     |                            | 230 km/h (140 mph)              | 905 hPa (26.72 inHg)  |                                                                              | $4 057 568 000 | 457         |                                 |